# فهرست میراث جهانی در هند
فهرست میراث جهانی در هند شامل ۴۳ میراث فرهنگی، طبیعی و ترکیبی می‌باشد که تا سال ۲۰۲۴ در یونسکو به ثبت رسیده‌اند.
میراث جهانی یونسکو نام عهدنامه‌ای بین‌المللی است که در تاریخ ۱۶ نوامبر ۱۹۷۲ میلادی به تصویب کنفرانس عمومی یونسکو رسید. موضوع آن حفظ آثار تاریخی، طبیعی و فرهنگی بشر است که اهمیت جهانی دارند و متعلق به تمام انسان‌های زمین، فارغ از نژاد، مذهب و ملیت خاص، می‌باشند.
برپایه این کنوانسیون کشورهای عضو یونسکو، می‌توانند آثار تاریخی، طبیعی و فرهنگی کشور خود را نامزد ثبت به‌عنوان میراث جهانی کنند. حفاظت از این آثار پس از ثبت، در عین باقی‌ماندن در حیطه حاکمیت کشور مربوط، به عهده تمام کشورهای عضو خواهد بود. مکان‌های میراث جهانی ثبت‌شده در سازمان یونسکو، مکان‌هایی مانند جنگل، کوه، آبگیر، صحرا، بقعه، ساختمان، مجموعه یا شهر هستند.
هند با پایتختی دهلی نو، کشوری دارای پیشینه تاریخی و فرهنگی کهن در جنوب آسیا است که بر اهمیت فرهنگی و طبیعی مکان های آن می افزاید. این کشور در ۲۴ نوامبر ۱۹۷۷ به کنوانسیون میراث جهانی یونسکو پیوست؛ و با ۴۳ میراث ثبت شده بعد از چین رتبه دوم در آسیا و ششمین کشور در جهان می‌باشد.
در سال ۱۹۷۹ قلعه آگره یا قلعه سرخ در شهر آگره هند، ایالات اوتار پرادش که در شمال بنای تاج محل، واقع شده‌است نخستین مکانی در هند بود که با معیارهای (iii) به فهرست میراث جهانی اضافه شد. ایالت مهاراشترا بیشترین آثار ثبت شده را به خود اختصاص داده‌است. پناهگاه حیات وحش ماناس در سال ۱۹۹۲ در معرض خطر قرار گرفت، اما پس از پیشرفت‌های چشمگیر در سال ۲۰۱۱ از فهرست میراث جهانی در خطر خارج شد. هامپی نیز در سال ۱۹۹۹ در فهرست میراث جهانی در معرض خطر قرار گرفت اما در سال ۲۰۰۶ پس از تلاش‌های موفق در زمینه حفاظت از این سایت، از فهرست حذف شد.
جدا از ۴۳ سایت موجود در فهرست میراث جهانی، فهرستی از ۵۶ سایت آزمایشی برای شناسایی وجود دارد که برای ارزیابی و پذیرش به کمیته یونسکو ارسال شده‌است. این روال شرط لازم برای پذیرش نامزدها در فهرست میراث جهانی است. کشورهای چون بوتان، بنگلادش، سری‌لانکا، تایلند، فیلیپین و نپال حمایت خود را برای نگارش بیشتر سایت‌های هند در فهرست جهانی ابراز کرده‌اند. اورچها، جاده گرند ترانک، ساتیاگراها، بوبانسور، مشرق‌الاذکار نیلوفر آبی، دربار صاحب، سارناث از جمله میراث پیشنهادی از سوی هند برای ثبت در فهرست جهانی یونسکو هستند.

## میراث جهانی
یونسکو سایت‌ها را با ده معیار فهرست می‌کند. هر ورودی باید حداقل یکی از معیارها را داشته باشد.
| #  | نگاره                                                 | نام                                    | مکان                             | سال ثبت | شماره ثبت | معیارها              | توضیحات |
| -- | ----------------------------------------------------- | -------------------------------------- | -------------------------------- | ------- | --------- | -------------------- | --- |
| ۱  |                                                       | غارهای آجانتا                          | جالگاون، ایالت مهاراشترا         | ۱۹۸۳    | ۲۴۲       | (i)(ii)(iii)(vi)     | غارهای آجانتا در ۴۰ کیلومتری شهر جالگاون هندوستان قرار دارد. این محل دارای ۳۰ غار زیبا پر از نقاشیهای مذهبی است که بیشتر آن‌ها دربارهٔ بودا می‌باشد. قدمت این غارها به ۲ قرن پیش از میلاد بر می‌گردد. |
| ۲  |                                                       | غارهای الورا                           | اورنگ‌آباد، ایالت مهاراشترا       | ۱۹۸۳    | ۲۴۳       | (i)(iii)(vi)         | غارهای الورا در ۳۰ کیلومتری اورانگاباد در ایالت ماهاراشترا هندوستان قرار دارند که بین قرن‌های پنجم ودهم ساخته شده‌اند. |
| ۳  |                                                       | قلعه آگره                              | آگره، ایالت اوتار پرادش          | ۱۹۸۳    | ۲۵۱       | (iii)                | قلعه آگره که همچنین به قلعه سرخ نیز مشهور است؛ در شهر آگره هند و در شمال بنای مشهور تاج محل، واقع شده‌است. این بنا که قدمت آن به سدهٔ شانزدهم می‌رسد به همراه تاج محل از جاذبه‌های گردشگری این شهر به‌حساب می‌آید. |
| ۴  |                                                       | تاج محل                                | دهلی نو، دهلی                    | ۱۹۸۳    | ۲۵۲       | (i)                  | تاج محل از پرآوازه‌ترین بناهای جهان و آرامگاه زیبا و باشکوهی است که در نزدیکی شهر آگره و در ۲۰۰ کیلومتری جنوب دهلی نو پایتخت هند واقع شده‌است و یکی از عجایب هفتگانه جدید دنیا به‌شمار می‌رود. |
| ۵  |                                                       | پرستشگاه خورشید کونارک                 | کونارک، ایالت اودیسا             | ۱۹۸۴    | ۲۴۶       | (i)(iii)(vi)         | پرستشگاه خورشید کونارک متعلق به سده ۱۳ در اوریسا هند قرار دارد که جزوه عجایب هفتگانه هندوستان به‌شمار می‌آید. |
| ۶  |                                                       | ماهابالی پورام                         | ماهابالی پورام، ایالت تامیل نادو | ۱۹۸۴    | ۲۴۹       | (i)(ii)(iii)(vi)     | مجموعه تاریخی ماهابالی پورام در قرن هفتم و هشتم توسط پادشاهان پالایا بنا شده‌اند، این آثار روی صخره‌های واقع در امتداد سواحل کوروماندل تراشیده و کنده کاری شده‌اند. |
| ۷  |                                                       | پارک ملی کازیرانگا                     | دیسپور، ایالت آسام               | ۱۹۸۵    | ۳۳۷       | (ix)(x)              | پارک ملی کازیرانگا در مرکز ایالت آسام قرار دارد، این پارک یکی از نواحی انتهایی شرق هندوستان بوده که هنوز به صورت بکر و دست نخورده باقی‌مانده و جز مناطق حفاظت شده‌است. |
| ۸  |                                                       | پارک ملی مناس                          | ایالت آسام                       | ۱۹۸۵    | ۳۳۸       | (vii)(ix)(x)         | پارک ملی مناس یا پناهگاه حیات وحش مناس در ایالت آسام هند قرار دارد و در کوهپایه‌های هیمالیا واقع شده‌است. |
| ۹  |                                                       | پارک ملی کلادو                         | ایالت راجستان                    | ۱۹۸۵    | ۳۴۰       | (X)                  | پارک ملی کلادو یا بهشت پرندگان در راجستان هند قرار دارد و پناهگاه پرندگان بسیاری است که برخی از آن‌ها در حال انقراض هستند بیش از ۲۳۰ گونه پرنده در این منطقه وجود دارد. |
| ۱۰ |                                                       | پرستشگاه‌های شهر قدیم گوا               | بخش گوا شمالی، ایالت گوا         | ۱۹۸۶    | ۲۳۴       | (ii)(iv)(vi)         | شهر قدیم گوا یک شهرستان تاریخی در شمال منطقه گوا در هندوستان است. |
| ۱۱ |                                                       | خاجوراهو                               | بخش چاتارپور، ایالت مادیا پرادش  | ۱۹۸۶    | ۲۴۰       | (i)(iii)             | مجموعهٔ تاریخی خاجوراهو که مجموعه‌ای از معابد هستند در ایالت مادها پرادش در ۶۲۰ کیلومتری دهلی نو واقع شده‌است و یکی از محبوب‌ترین مقصدهای توریستی در هندوستان می‌باشد. |
| ۱۲ |                                                       | مجموعه تاریخی هامپی                    | هوسپت، ایالت کارناتاکا           | ۱۹۸۶    | ۲۴۱       | (i)(iii)(iv)         | مجموعه تاریخی هامپی در دهکده‌ای تاریخی هامپی در ناحیهٔ کارناتاکا واقع است که ویرانه‌های باستانی ویجایاناگارا، یکی از پایتخت‌های امپراتوری ویجایاناگارا و معبد باستانی مشهور ویروپاکشا را در خود جای داده‌است. |
| ۱۳ |                                                       | فاتح پور سیکری                         | آگره، ایالت اوتار پرادش          | ۱۹۸۶    | ۲۵۵       | (ii)(iii)(iv)        | فاتح پور سیکری به معنی "شهر پیروزی" شهر امپراتور اکبر که در منطقه اگرا در ایالت اوتار پرادش، هند واقع است. |
| ۱۴ |                                                       | مجموعه تاریخی پاتاداکال                | باگالکوت، کارناتاکا              | ۱۹۸۷    | ۲۳۹       | (iii)(iv)            | مجموعه تاریخی پاتاداکال مجموعه‌ای از معابد تاریخی با معماری معابد هندو است. |
| ۱۵ |                                                       | غارهای الفنتا                          | بمبئی، ایالت مهاراشترا           | ۱۹۸۷    | ۲۴۴       | (i)(iii)             | غارهای الفنتا شبکه‌ای از غارها حجاری شده واقع در جزیره الفنتا در بندرگاه بمبئی در ۱۰ کیلومتری ایالت مهاراشترا است؛ که شامل مجسمه‌های سنگی، متعلق به فرقه هندو، و به شیوا خدای هند اختصاص داده شده‌است. |
| ۱۶ |                                                       | لیوینگ چولا                            | تانجاوور، ایالت تامیل نادو       | ۱۹۸۷    | ۲۵۰       | (ii)(iii)            | معابد بزرگ لیوینگ چولا در دوران حکومت چولا بنا نهاده شده‌اند، این معابد در جنوب هندوستان قرار دارد. |
| ۱۷ |                                                       | پارک ملی سانداربنس                     | پارگان جنوبی، ایالت بنگال غربی   | ۱۹۸۷    | ۴۵۲       | (ix)(x)              | پارک ملی سانداربنس که از جنگل‌های حرا پوشیده شده‌است یکی از بزرگترین زیست گاهای حیوانی از جمله ببر بنگال و تمساح‌های اب شور است. |
| ۱۸ |                                                       | پارک ملی دره گلها و پارک ملی ناندا دوی | ایالت اوتاراکند                  | ۱۹۸۸    | ۳۳۵       | (vii)(x)             | پارک ملی دره گلها در غرب هیمالیا برای علفزارها و گل‌های بومی و زیبایی بی نظریی که دارد مشهور است و در اوتاراکند قرار دارد علاوه بر طبیعت زیبا همچنین دارای کمیابترین حیوانات در حال انقراض است. پارک ملی ناندا دوی نیز واقع در اطراف قله ناندا دوی به ارتفاع ۷۸۱۷ متر (۲۵۶۴۶ فوت) است، و در شمال هند قرار دارد. |
| ۱۹ |                                                       | بناهای بودایی در سانچی                 | شهر سانچی، ایالات مادیا پرادش    | ۱۹۸۹    | ۵۲۴       | (i)(ii)(iii)(iv)(vi) | سانچی یک روستای کوچک در منطقه رایسن درایالت مادیا برادش هندوستان است و در ۴۶ کیلومتری شمال شرق بوپال قرار دارد. این روستا دارای بناهایی تاریخی بودا متعلق به ۳ قرن پیش از میلاد را در خود جایی داده‌است و یکی از اماکن مهم زیارتی بودایان می‌باشد. |
| ۲۰ |                                                       | آرامگاه همایون                         | نظام‌الدین شرقی، دهلی             | ۱۹۹۳    | ۲۳۲       | (ii)(iv)             | آرامگاه همایون آرامگاه همایون است، او دومین پادشاه امپراتوری مغولی هند بود. این مقبره در منطقه نظام الدین و در مرکز شهر دهلی قرار دارد و از جاذبه‌های گردشگری پایتخت هند به‌حساب می‌آید. آرامگاه همایون اولین باغ ایرانی ساخته شده در شبه‌قاره هند است. |
| ۲۱ |                                                       | قطب منار                               | دهلی                             | ۱۹۹۳    | ۲۳۳       | (iv)                 | قطب منار مناره‌ای است در دهلی پایتخت هندوستان که ۷۲/۵ متر ارتفاع دارد و بلندترین بنای آجری دنیاست. این مناره بزرگ از مرمر و سنگهای سرخ ساخته شده‌است. در سال ۱۳۶۸ م این بنا به‌وسیله رعد و برق صدمه دید که توسط فیروزشاه و اسکندر لودی دوباره مرمت شد. |
| ۲۲ |                                                       | ریل‌های کوهستانی هند                    | تامیل نادو جالپایگوری کالکا      | ۱۹۹۹    | ۹۴۴       | (ii)(iv)             | ریل‌های کوهستانی هندوستان شامل پنج خط راه‌آهن می‌شود که در کوهستان قرار دارند و در قرن نوزدهم و اوایل قرن بیستم در دوران حکومت بریتانیا بر هندوستان ساخته شده‌اند. |
| ۲۳ |                                                       | پرستشگاه ماهابودی                      | بودا گایا، ایالت بیهار           | ۲۰۰۲    | ۱۰۵۶      | (i)(ii)(iii)(iv)(vi) | پرستشگاه ماهابودی یک معبد بودایی است که در بودا گایا محلی که سیذارتا گائوتاما ملقب به بودا در آنجا به روشن بینی دست یافت قرار دارد. |
| ۲۴ |                                                       | پناهگاه‌های صخره‌ای بهیمبتکا             | بخش رایسن، ایالت مادیا پرادش     | ۲۰۰۳    | ۹۲۵       | (iii)(v)             | غارهای سنگی بهیم بتکا واقع در منطقه رایسن در ایالت مادایا پرادش هندوستان قرار دارد. این پناهگاه‌ها، اولین نشانه‌های زندگی انسان در این سرزمین است. بررسی‌های انجام شده نشان می‌دهد که برخی از این پناهگاه‌ها، بیش از ۱۰۰ هزار سال محل سکونت انسان بوده‌است. بعضی از نقاشی‌های صخره‌ای روی بدنهٔ این سکونتگاه‌ها متعلق به ۳۰ هزار سال قبل است. |
| ۲۵ |                                                       | پایانه چاتراپاتی شیواجی                | بمبئی، ایالت مهاراشترا           | ۲۰۰۴    | ۹۴۵       | (ii)(iv)             | پایانه چاتراپاتی شیواجی پایانه ترمینال راه‌آهن در کلان‌شهر بمبئی است که در دوران امپراتوری بریتانیا بر شبه‌قاره هند، توسط دولت وقت بریتانیا ساخته شد. |
| ۲۶ |                                                       | چامپانر-پاواگاه                        | بخش پانچ‌محل ایالت گجرات          | ۲۰۰۴    | ۱۰۰۱      | (ii)(iv)(vi)         | پارک باستان‌شناسی چامپانر-پاواگاه در گجرات، هند واقع شده‌است، این مکان شامل کاخ‌ها، قلعه‌ها، ساختمان‌های مذهبی، مناطق مسکونی و سازه‌های کشاورزی و تأسیسات ابی است. |
| ۲۷ |                                                       | قلعه سرخ                               | دهلی قدیم، دهلی                  | ۲۰۰۷    | ۲۳۱       | (ii)(iii)(vi)        | قلعه سرخ بزرگترین مرکز جلب گردشگران در شهر دهلی پایتخت هندوستان است. دستور احداث این قلعه را شاه جهان امپراتور گورکانی، وقتی که پایتخت خود را از اگرا به دهلی تغییر داد، صادر کرد. ساخت آن نه سال به طول انجامید و در سال ۱۶۴۸ تکمیل شد. |
| ۲۸ |                                                       | جانتر مانتر                            | جایپور، ایالت راجستان            | ۲۰۱۰    | ۱۳۳۸      | (iii)(iv)            | جانتر مانتر مجموعه‌ای از ابزارهای معماری نجومی است، که توسط مهاراجه (پادشاه) جی سینگ دوم ساخته شد. |
| ۲۹ |                                                       | گهات غربی                              | جنوب هند و غرب هند               | ۲۰۱۲    | ۱۳۴۲      | (ix)(x)              | گهات غربی یکی از ۱۰ کانون اصلی تنوع زیستی جانوری در جهان به‌شمار می‌رود. مجموعاً ۳۹ مکان منابع طبیعی شامل پارک‌های ملی، حفاظتگاه وحوش، و جنگل‌های حفاظت‌شده در امتداد این رشته‌کوه قرار دارد. دست‌کم ۳۲۵ گونه که از نظر بین‌المللی در خطر انقراض هستند نیز در گهات غربی یافت می‌شود. رشته‌کوه گهات غربی از جنوب رودخانه تاپتی در نزدیکی مرز گجرات و مهاراشترا آغاز شده و در حدود ۱۶۰۰ کیلومتر ادامه یافته و در کانیاکوماری در منتهی‌الیه جنوب هند پایان می‌یابد.                                                                                     |
| ۳۰ |                                                       | تپه‌های راجستان                         | ایالت راجستان                    | ۲۰۱۳    | ۲۴۷       | (ii)(iii)            | راجستان دارای بیش از صد دژ بر روی تپه‌ها و زمین‌های کوهستانی است. شش تپه قلعه راجستان شامل دژ چیتورگره، قلعه کومبالگار، قلعه رانتامبور، قلعه گاگرون، دژ عامر و دژ جیسلمیر به عنوان میراث جهانی یونسکو ثبت شده‌است. این قلعه‌ها در دوره‌های مختلف در سده‌های ۵ تا ۱۸ میلادی ساخته شده‌اند. |
| ۳۱ |                                                       | رانی‌کی‌واو                              | شهر پتان، ایالت گوجرات           | ۲۰۱۴    | ۹۲۲       | (i)(iv)              | رانی‌کی‌واو معبدی پلکانی مربوط به قرن یازدهم میلادی است که در شهر پتان در ایالت گوجرات هند در ساحل رودخانه ساراسواتی قرار دارد و به شکل معبد وارونه‌ای برای پاکی و قداست آب طراحی شده‌است و به هفت سطح پله تقسیم شده که با مجسمه‌ها و نقش‌برجسته‌ها هنری تزیین شده‌اند. ساخت آن به اودایاماتی، دختر کنگارا از ساوراشترا، ملکه سلسله قرن یازدهم چائولوکیا و برای گرامیداشت همسرش بهیما اول نسبت داده شده‌است. |
| ۳۲ |                                                       | پارک ملی بزرگ هیمالیا                  | بخش کلو، ایالت هیماچال پرادش     | ۲۰۱۴    | ۱۴۰۶      | (x)                  | این پارک در سال ۱۹۸۴ تأسیس شد و مساحتی برابر با ۱۷۱۷ کیلومتر مربع داردو در ارتفاع بین ۱۵۰۰ تا ۶۰۰۰ متری از سطح دریا واقع است. پارک ملی بزرگ هیمالیا زیستگاه بسیاری از گیاهان و بیش از ۳۷۵ گونه جانوری است که تحت رهنمودهای دقیق قانون حمایت از حیات وحش سال ۱۹۷۲ محافظت می‌شوند. کمیته میراث جهانی یونسکو با معیارهای «اهمیت فوق‌العاده برای حفظ تنوع زیستی» این عنوان را به این پارک اعطا کرد. |
| ۳۳ |                                                       | نالاندا                                | بخش نالاندا، ایالات بیهار        | ۲۰۱۶    | ۱۵۰۲      | (iv)(vi)             | یک صومعه و نیایشگاه بودایی در ایالات بیهار، هند است که در سرزمین پادشاهی ماگدها قرار دارد. این نیایشگاه در قرن پنجم میلادی ساخته شده و تا قرن سیزدهم مورد استفاده قرار می‌گرفته‌است. |
| ۳۴ |                                                       | پارک ملی خانگچندزونگا                  | بخش شمالی سکم، ایالت سیکیم       | ۲۰۱۶    | ۱۵۱۳      | (iii)(vi)(vii)(x)    | پارک ملی خانگچندزونگا که همچنین به عنوان ذخیره‌گاه زیست‌کره کوسفینجونگا شناخته می‌شود یک پارک ملی و یک ذخیره‌گاه طبیعی است که در سیکیم هند واقع شده‌است. این پارک ولین مکان " میراث ترکیبی " هند است. اخیراً در برنامه انسان و زیست‌کره یونسکو نیز گنجانده شده‌است. این پارک نام خود را از کوه کانگچنجونگا گرفته‌است که ۸٬۵۸۶ متر (۲۸٬۱۶۹ فوت) بلندا دارد و سومین قله بلند جهان است. مساحت کل این پارک ۸۴۹٫۵ کیلومتر مربع است. |
| ۳۵ |                                                       | آثار معماری لو کوربوزیه                | چندی‌گر، ایالت پنجاب              | ۲۰۱۶    | ۱۳۲۱      | (i)(ii)(vi)          | سبک معماری لو کوربوزیه شامل ۱۷ پروژه در ۷ کشور، که شامل پروژه‌های متعدد معماری در چندی‌گر است که توسط معمارهای پرآوازه‌ای چون لو کوربوزیه، پیر جانرت، متیو نوویکی، و آلبرت مایر اجرا شده‌اند. چندی‌گر به عنوان اولین شهر طراحی شده هند و به جهت معماری و برنامه‌ریزی شهری‌اش در جهان شناخته شده‌است. |
| ۳۶ |                                                       | شهر تاریخی احمدآباد                    | احمدآباد، ایالت گجرات            | ۲۰۱۷    | ۱۵۵۱      | (ii)(v)              | شهر تاریخی احمدآباد در هند، توسط احمد شاه یکم از پادشاهان گجرات در ۱۴۱۱ تأسیس شد. این شهر همچنان پایتخت پادشاهی گجرات و بعدها مرکز مهم سیاسی و تجاری گجرات بود. امروزه، با وجود اینکه بسیار شلوغ و ویران شده‌است، اما همچنان به عنوان قلب نمادین کلان‌شهر احمدآباد خدمت می‌کند. |
| ۳۷ |                                                       | آثار ویکتوریایی و آرت دکو بمبئی        | بمبئی، ایالت مهاراشترا           | ۲۰۱۸    | ۱۴۸۰      | (ii)(iv)             | مجموعه ای از ساختمانهای عمومی معماری نئوگوتیک دوره ویکتوریا قرن نوزدهم و ساختمانهای آرت دکو قرن بیستم در منطقه قله بمبئی در مهاراشترا هند است. این مجموعه از بناهای ویکتوریا گوتیک و ساختمان‌های آرت دکو در حوالی میدان اووال قرار گرفته‌است. شرق اووال توسط ساختمانهای عمومی ویکتوریا گوتیک و ضلع غربی آن توسط ساختمان‌های سبک آرت دکو احاطه شده‌است. |
| ۳۸ | جایپور                                                | جایپور                                 | جایپور، ایالت راجستان            | ۲۰۱۹    | ۱۶۰۵      | (ii)(iv)(vi)         | شهر جیپور در سال ۱۷۲۷ توسط ساوای جی سینگ دوم تأسیس شد. بر خلاف سایر شهرهای منطقه که در زمین‌های تپه‌ای واقع شده‌اند، جیپور در دشت مستقر شده و طبق نقشه شبکه‌ای تفسیر شده و براساس معماری ودیک ساخته شده‌است. بازارها، اصطبل‌ها، اقامتگاه‌ها و معابد ساخته شده در خیابان‌های اصلی دارای نمای یکنواخت هستند. برنامه‌ریزی شهری این شهر، تبادل ایده‌ها از هندوستان باستان و مغول مدرن و همچنین فرهنگ‌های غربی را نشان می‌دهد.این شهر که به عنوان پایتخت تجاری طراحی شده‌است و تا به امروز سنت‌های تجاری، هنری و تعاونی محلی خود را حفظ کرده‌است.           |
| ۳۹ | A Hindu temple in red stone                           | معبد راماپا, تلانگانا                  | تلانگانا                         | ۲۰۲۱    | ۱۵۷۰      | i, iii               | معبد هندوی متعلق به شیوا که در نیمه اول قرن سیزدهم در زمان سلسله کاکاتیه ساخته شده. با حجاری‌ها و مجسمه‌های سنگی گرانیتی و دیاباز تزئین شده است که آداب و رسوم رقص منطقه‌ای را به تصویر می‌کشد. مطابق با آداب و رسوم هندوها، معبد به گونه ای ساخته شده است که به طور هماهنگ با محیط پیرامون ترکیب می شود. |
| ۴۰ | Archaeological site with some brick and stone walls   | دولاویرا: یک شهر هارپان                | گجرات                            | ۲۰۲۱    | ۱۶۴۵      | iii, iv              | دهولاویرا یا دولاویرا یکی از مراکز تمدن دره سند از هزاره سوم تا اواسط هزاره دوم پیش از میلاد، در عصر برنز بود. بقایای آن شامل یک شهر محصور شده و یک گورستان است و بقایایی از ساختمان ها و سیستم های مدیریت آب وجود دارد. مکان این شهر به دلیل منابع نزدیک از مواد معدنی گرانبها انتخاب شده است. این شهر با شهرهای دیگر منطقه و بین‌النهرین ارتباط تجاری داشت. بقایای آن در ۱۹۶۸ کشف شد. |
| ۴۱ | A building with elaborate facade behind a metal fence | سانتینیکتان                            | بنگال غربی                       | ۲۰۲۳    | ۱۳۷۵      | iv, vi               | سانتینیکتان به عنوان یک آشرام توسط دبندرانات تاگور در نیمه دوم قرن نوزدهم میلادی بنا شد و پس از آن به شکل دانشگاه ویسو بهاراتی درآمد. این بنا بسیار با زندگی شخصیت مهم، رابیندرانات تاگور که بنیان گذار رنسانس بنگالی است، در هم تنیده. |
| ۴۲ | Hindu temple in Dravidian style                       | اماکن مذهبی هویسالاس                   | کرناتکه                          | ۲۰۲۳    | ۱۶۷۰      | i, ii, iv            | این سایت شامل دو دسته از بناهای تاریخی (در بلور و هالیبیدو)، و معبد کشاوا در سوماناتاپورا است که قدمت آن به زمان امپراتوری هویسالا, میان قرن یازده تا چهاردهم میلادی، می‌رسد. معماری هویسالا عناصر معماری دراویدی را با تأثیراتی از شمال هند ترکیب کرد. معابد توسط پیروان ویشنوپرستی، شیواپرستی و جین ساخته شده و با مجسمه‌ها و کنده‌کاری‌های سنگی تزئین شده‌اند.معبد چنناکشاوا در بلور هنوز یک مکان زیارتی مهم است. |
| ۴۳ |                                                       | مویدام‌ها                               | آسام                             | ۲۰۲۴    | ۱۷۱۱      | iii, iv              | مویدام شامل گورستان سلطنتی تای آهوم است. به مدت ۶۰۰ سال، تای آهوم مویدام‌ها (گور-تپه‌ها) ایجاد می‌شد که توپوگرافی طبیعی تپه‌ها، جنگل‌ها و آب را برجسته می‌کرد، بنابراین یک جغرافیای مقدس را تشکیل داد. درختان بانیان و درختانی که برای تابوت و نسخه‌های خطی پوستی استفاده می‌شد کاشته شدند و آب‌های جاری ایجاد شدند. نود میدام - طاق‌های توخالی ساخته شده از آجر، سنگ یا خاک - در اندازه‌های مختلف در داخل سایت یافت می‌شود. آنها حاوی بقایای پادشاهان و سایر افراد سلطنتی همراه با وسایل قبر مانند غذا، اسب و فیل و گاهی ملکه‌ها و خدمتکاران هستند. |